# Ian Fleming Publications
La  Ian Fleming Publications è una casa editrice indipendente britannica fondata nel 1952 con il nome Glidrose Productions Limited da John Gliddon e Norman Rose per seguire ed amministrare la produzione dello scrittore britannico Ian Fleming.
La casa editrice detiene i diritti letterari per le opere basate sul personaggio 007. Oltre alla serie ufficiale composta da romanzi scritti da Ian Fleming la casa ha seguito la produzione di autori chiamati negli anni a riprendere il personaggio: Kingsley Amis, John Gardner, Raymond Benson, Sebastian Faulks, Jeffery Deaver, William Boyd e Anthony Horowitz. La casa cura anche le serie Young Bond (iniziata da Charlie Higson e proseguita da Steve Cole) e The Moneypenny Diaries di Kate Westbrook.
La casa editrice detiene anche i diritti per le altre opere di Ian Fleming, per due novelizzazioni dalla serie cinematografiche scritte da Cristopher Wood e per la Biografia autorizzata di 007 di John Pearson.